# 로렌시안 밸리
로렌시안 밸리(Laurentian Valley)는 캐나다 온타리오 동부에 있는 렌트레우 군의 통합 읍이다. 오타와 강과 펨브로크 그리고 페타와와 읍과 경계를 이루고 있다.
이 읍은 2000년 1월 1일 이전 스태퍼드-펨브로크 그리고 앨리스 그리고 프레이저 읍을 통합하여 만들어졌다.

## 행정 구역
이 읍은 앨리스, 캇남 섬, 데이비스 밀리스, 페어뷰, 프로스트 레아, 프랑스계 거주지, 고어 서브디지전, 가브먼트 로드, 그린우드, 하이엄, 허카본즈 코너즈, 인디언, 카트매 사이딩, 록슬리, 로워 스탯퍼드, 믹스버그, 플레즌트뷰, 새디눅, 스톤브룩, 그리고 트라우트림 서브디비전으로 구성되어 있다.

## 인구
2011년 캐나다 인구조사에 따르면:
- 인구 : 9,657명
- 변동율 (2006–2011): 4.2%
- 전체 주거지역: 3,807
- 면적 (km2.): 552.44
- 인구밀도 (km2당 사람수.): 17.5

인구 추세로는
- Population in 2011: 9657
- 2011년 인구: 9657
- 2006년 인구: 9265
- 2001년 인구: 8733
- 1996년 인구: 8,978 (이전 읍과 결합 수치)